# (100417) Philipglass
(100417) Philipglass est un astéroïde de la ceinture principale.

## Description
(100417) Philipglass est un astéroïde de la ceinture principale. Il fut découvert le 7 mars 1996 à Linz par Erich Meyer. Il présente une orbite caractérisée par un demi-grand axe de 2,60 UA, une excentricité de 0,14 et une inclinaison de 5,4° par rapport à l'écliptique.
Il porte le nom du compositeur et musicien américain Philip Glass.

## Compléments